# Just Dance 2016
Just Dance 2016 es el séptimo juego de las series de Just Dance, desarrolladas por Ubisoft. Su lanzamiento para las consolas de la generación actual se produjo en octubre de 2015. Fue anunciado oficialmente en la conferencia de prensa de Ubisoft en la E3 2015 el 15 de junio de 2015 tras las promociones que utilizaban la etiqueta #June15 como medio de anuncio desde las redes sociales. Es el tercer juego en las series que tiene un año en el título en vez de un número; el primero fue Just Dance 2014.

## Modo de juego
Como en las anteriores entregas, el jugador tiene que seguir al entrenador de la pantalla como si este fuera su reflejo en un espejo. Dependiendo del desempeño se irá marcando la puntuación con un X, OK, GOOD, PERFECT y YEAH! en el caso de los goldmoves. En las versiones de WiiU, PlayStation 4 y Xbox One puedes usar un teléfono inteligente como método alternativo para poder jugar. Las nuevas características que se añadirán a Just Dance 2016 incluirán "Dance Party" que abarca los modos multijugador competitivo y cooperativo, además de la posibilidad de enviar grabaciones de las actuaciones como desafíos a otros jugadores, incluyendo el modo Showtime para las consolas Wii U, Xbox One y PlayStation 4, y el modo "Dance Quest".

## Lista de canciones

### Lista principal
Just Dance 2016 se compone de los siguientes 44 sencillos musicales:
| Canción                               | Artista                                                  | Año  | Modo       | Bailarín(es) |
| ------------------------------------- | -------------------------------------------------------- | ---- | ---------- | ------------ |
| "All About That Bass"                 | Meghan Trainor                                           | 2014 | Solo       | ♀            |
| "Animals"                             | Martin Garrix                                            | 2013 | Dúo        | ♂/♂          |
| "Balkan Blast Remix"                  | Angry Birds                                              | 2015 | Dance Crew | ♂/♂/♂/♂      |
| "Blame" (D)                           | Calvin Harris feat. John Newman                          | 2014 | Solo       | ♂            |
| "Born This Way"                       | Lady Gaga                                                | 2011 | Trío       | ♂/♀/♀        |
| "Boys (Summertime Love)"(*)           | The Lemon Cubes (Original de Sabrina Salerno)            | 1987 | Trío       | ♂/♀/♂        |
| "Chiwawa"                             | Wanko Ni Mero Mero                                       | 2015 | Solo       | ♀            |
| "Circus"                              | Britney Spears                                           | 2008 | Dance Crew | ♀/♀/♀/♀      |
| "Cool for the Summer"                 | Demi Lovato                                              | 2015 | Solo       | ♀            |
| "Copacabana"(*)                       | Frankie Bostello (Original de Barry Manilow)             | 1978 | Dance Crew | ♀/♂/♀/♂      |
| "Drop The Mambo"                      | Diva Carmina                                             | 2015 | Solo       | ♀ (♂)        |
| "Fancy"                               | Iggy Azalea feat. Charli XCX                             | 2014 | Trío       | ♀/♀/♀        |
| "Fun"                                 | Pitbull feat. Chris Brown                                | 2015 | Solo       | ♀            |
| "Gibberish"                           | Max Schneider                                            | 2015 | Dúo        | ♀/♂          |
| "Hangover (BaBaBa)"                   | Buraka Som Sistema                                       | 2011 | Dúo        | ♀/♂          |
| "Heartbeat Song"                      | Kelly Clarkson                                           | 2015 | Solo       | ♀            |
| "Hey Mama"                            | David Guetta feat. Nicki Minaj, Afrojack y Bebe Rexha    | 2015 | Trío       | ♂/♀/♂        |
| "Hit the Road Jack"(*)                | Charles Percy (Original de Ray Charles)                  | 1961 | Dúo        | ♂/♀          |
| "I Gotta Feeling" (BEP)               | The Black Eyed Peas                                      | 2009 | Solo       | ♂            |
| "Ievan Polkka"                        | Hatsune Miku                                             | 2007 | Solo       | ♀            |
| "Irish Meadow Dance"                  | Orquesta O'Callaghan                                     | 2015 | Dance Crew | ♂/♀/♂/♀      |
| "I'm an Albatraoz"                    | AronChupa                                                | 2014 | Solo       | ♀            |
| "Junto a Ti"                          | Violetta de Disney                                       | 2012 | Trío       | ♀/♀/♀        |
| "Kaboom Pow"                          | Nikki Yanofsky                                           | 2015 | Solo       | ♀            |
| "Kool Kontact"                        | Glorious Black Belts                                     | 2015 | Dúo        | ♂/♂          |
| "Let's Groove"(*)                     | Equinox Stars (Original de Earth, Wind & Fire)           | 1981 | Trío       | ♂/♂/♂        |
| "Lights"                              | Ellie Goulding                                           | 2011 | Solo       | ♀            |
| "No Control"                          | One Direction                                            | 2014 | Dance Crew | ♂/♂/♂/♂      |
| "Rabiosa"                             | Shakira feat. El Cata                                    | 2011 | Solo       | ♀            |
| "Same Old Love"                       | Selena Gomez                                             | 2015 | Trío       | ♂/♀/♂        |
| "Stadium Flow"                        | Imposs                                                   | 2015 | Solo       | ♂            |
| "Stuck on a Feeling"                  | Prince Royce                                             | 2014 | Solo       | ♂            |
| "Teacher"                             | Nick Jonas                                               | 2014 | Solo       | ♂            |
| "The Choice Is Yours" (JDN)           | Darius Dante Van Dijk                                    | 2015 | Solo       | ♂            |
| "These Boots Are Made for Walkin'"(*) | The Girly Team (Original de Nancy Sinatra)               | 1966 | Solo       | ♀            |
| "This Is How We Do"                   | Katy Perry                                               | 2014 | Dance Crew | ♀/♀/♀/♀      |
| "Under the Sea" (DP)                  | La sirenita de Disney                                    | 1989 | Solo       | ♀            |
| "Uptown Funk"                         | Mark Ronson feat. Bruno Mars                             | 2014 | Solo       | ♂-♀-♂-♀      |
| "Want to Want Me"                     | Jason Derulo                                             | 2015 | Solo       | ♂            |
| "When The Rain Begins To Fall"(*)     | Sky Trucking (Original de Jermaine Jackson y Pia Zadora) | 1984 | Dúo        | ♀/♂          |
| "William Tell" (Apertura)             | Rossini                                                  | 1828 | Dúo        | ♂/♂          |
| "You Never Can Tell"(*)(2015R)        | A. Caveman & The Backseats (Original de Chuck Berry)     | 1964 | Dúo        | ♂/♀          |
| "You're The One That I Want"          | De Grease (John Travolta & Olivia Newton-John)           | 1978 | Dúo        | ♂/♀          |
| "Улыбайся (SMILE)" (R)                | IOWA                                                     | 2012 | Solo       | ♀            |

- Una "(*)" indica que la canción es un "cover" de la original.
- Una "(D)" indica que la canción aparece en la Demo del juego.
- Un "(BEP)" indica que la canción también aparece en "The Black Eyed Peas Experience".
- Un "(DP)" indica que la canción también aparece en "Just Dance Disney Party".
- Un "(JDN)" indica que la canción primero apareció en "Just Dance Now".
- Un "(R)" indica que la canción es exclusivamente para Rusia.
- Un "(2015R)" indica que la canción se pensó incluir en el "Just Dance 2015" pero finalmente fue ELIMINADA

## Modo Alternativo
Trece son los sencillos que pertenecen a este modo de juego.
| Canción                 | Artista                                               | Año  | Nombre                 | Modo | Bailarín(es) |
| ----------------------- | ----------------------------------------------------- | ---- | ---------------------- | ---- | ------------ |
| "All About That Bass"   | Meghan Trainor                                        | 2014 | Versión Abeja y Flor   | Dúo  | ♂/♀          |
| "Animals"               | Martin Garrix                                         | 2013 | Versión Extrema        | Solo | ♂            |
| "Born This Way" (NG)    | Lady Gaga                                             | 2011 | Versión Nerd           | Solo | ♂            |
| "Circus"                | Britney Spears                                        | 2008 | Versión A Tope         | Solo | ♀            |
| "Fancy"                 | Iggy Azalea feat. Charli XCX                          | 2014 | Versión India          | Solo | ♀            |
| "Hey Mama"              | David Guetta feat. Nicki Minaj, Afrojack y Bebe Rexha | 2015 | Versión Geisha         | Trío | ♀/♀/♀        |
| "Hit the Road Jack" (*) | Charles Percy (Original de Ray Charles)               | 1961 | Versión Línea de Danza | Trío | ♂/♀/♂        |
| "I Gotta Feeling" (BEP) | The Black Eyed Peas                                   | 2009 | Versión Sala de Clases | Dúo  | ♂/♀          |
| "Rabiosa"               | Shakira feat. El Cata                                 | 2011 | Versión Fitness Latino | Solo | ♀            |
| "Taste The Feeling" (U) | Avicii vs. Conrad Sewell                              | 2016 | Versión Olímpica       | Solo | ♀            |
| "This Is How We Do"     | Katy Perry                                            | 2014 | Versión Aeróbica       | Solo | ♀            |
| "Teacher"               | Nick Jonas                                            | 2014 | Versión Automóvil      | Dúo  | ♂/♂          |
| "Uptown Funk"           | Mark Ronson feat. Bruno Mars                          | 2014 | Versión Esmoquin       | Trío | ♂/♂/♂        |
| "Want to Want Me"       | Jason Derulo                                          | 2015 | Versión Pareja         | Dúo  | ♂/♀          |

- Una "(NG)" indica que la canción sólo está disponible en la 8.ª Generación y Wii.
- Una "(*)" indica que la canción es un "cover" de la original.
- Un "(BEP)" indica que la canción también aparece en "The Black Eyed Peas Experience".
- Una "(U)" indica que la canción también aparece en "Just Dance Unlimited".

## Community Remix
Este modo de juego está disponible para algunas de las canciones en el juego.
| Canción                     | Artista                                               | Año  |
| --------------------------- | ----------------------------------------------------- | ---- |
| "All About That Bass"       | Meghan Trainor                                        | 2014 |
| "Animals" (Versión Extrema) | Martin Garrix                                         | 2013 |
| "Hey Mama"                  | David Guetta feat. Nicki Minaj, Afrojack y Bebe Rexha | 2015 |
| "I Gotta Feeling" (JDU)     | The Black Eyed Peas                                   | 2009 |
| "Ievan Polkka"              | Hatsune Miku                                          | 2007 |
| "I'm an Albatraoz"          | AronChupa                                             | 2014 |
| "The Choice Is Yours" (JDN) | Darius Dante Van Dijk                                 | 2015 |
| "Uptown Funk"               | Mark Ronson feat. Bruno Mars                          | 2014 |

## Modo Mash-Up
El Modo Mash-Up continúa en Just Dance 2016, los Mash-Ups pueden ser cuatro modos (Solo, Dúo, Trío o Dance Crew), además de ser temáticos.
| Canción                  | Artista                                        | Año  | Modo       | Temática                    | Gold Moves |
| ------------------------ | ---------------------------------------------- | ---- | ---------- | --------------------------- | ---------- |
| "All About That Bass"    | Meghan Trainor                                 | 2014 | Solo       | Divas                       | 0          |
| "Animals"                | Martin Garrix                                  | 2013 | Solo       | Club                        | 6          |
| "Balkan Blast Remix"     | Angry Birds                                    | 2015 | Solo       | Disponible En Mayo          | 0          |
| "Blame"                  | Calvin Harris feat. John Newman                | 2014 | Solo       | Anteojos de Sol             | 5          |
| "Born This Way"          | Lady Gaga                                      | 2011 | Trío       | Trillizos                   | 8          |
| "Boys (Summertime Love)" | The Lemon Cubes (Sabrina Salerno)              | 1987 | Solo       | Lo Mejor de Just Dance 2016 | 0          |
| "Chiwawa"                | Wanko Ni Mero Mero                             | 2015 | Solo       | Nerds                       | 2          |
| "Circus"                 | Britney Spears                                 | 2008 | Solo       | Presumidos                  | 6          |
| "Copacabana"             | Frankie Bostello (Original de Barry Manilow)   | 1978 | Solo       | Disponible En Julio         | 0          |
| "Drop The Mambo"         | Diva Carmina                                   | 2015 | Solo       | No Tocar                    | 3          |
| "Fancy"                  | Iggy Azalea feat. Charli XCX                   | 2014 | Solo       | Hombre Retro                | 3          |
| "Fun"                    | Pitbull feat. Chris Brown                      | 2015 | Solo       | Disponible En Junio         | 1          |
| "Hangover (BaBaBa)"      | Buraka Som Sistema                             | 2011 | Solo       | Alta Energía                | 8          |
| "I Gotta Feeling"        | The Black Eyed Peas                            | 2009 | Solo       | Saltos y saltos             | 1          |
| "Ievan Polkka"           | Hatsune Miku                                   | 2007 | Dúo        | Mejores Amigos              | 4          |
| "Irish Meadow Dance"     | Orquesta O'Callaghan                           | 2015 | Solo       | Disponible En Abril         | 1          |
| "I'm an Albatraoz"       | AronChupa                                      | 2014 | Solo       | Carrusel                    | 1          |
| "Let's Groove"           | Equinox Stars (Original de Earth, Wind & Fire) | 1981 | Solo       | A Brillar                   | 6          |
| "Lights"                 | Ellie Goulding                                 | 2011 | Solo       | Cabello Rosa                | 2          |
| "No Control"             | One Direction                                  | 2014 | Solo       | Disponible En Enero         | 0          |
| "Rabiosa"                | Shakira feat. El Cata                          | 2011 | Dance Crew | Trae A Tus Amigos           | 2          |
| "Same Old Love"          | Selena Gomez                                   | 2015 | Solo       | Disponible En Febrero       | 4          |
| "Stadium Flow"           | Imposs                                         | 2015 | Solo       | Poder Femenino              | 5          |
| "Stuck on a Feeling"     | Prince Royce                                   | 2014 | Solo       | Vistete                     | 0          |
| "Teacher"                | Nick Jonas                                     | 2014 | Solo       | Fiesta De Disfraces         | 1          |
| "This Is How We Do"      | Katy Perry                                     | 2014 | Solo       | Disponible En Diciembre     | 1          |
| "Uptown Funk"            | Mark Ronson feat. Bruno Mars                   | 2014 | Solo       | Detrás de Escena            | 5          |
| "Want to Want Me"        | Jason Derulo                                   | 2015 | Solo       | Disponible En Noviembre     | 2          |

## Modo Showtime
Este modo, introducido por primera vez en Just Dance, permite cantar, actuar e interpretar con tu cámara para poder crear y compartir videoclips. Exclusivo para WiiU, Xbox One y PlayStation 4.
| Canción                        | Artista                                               | Año  |
| ------------------------------ | ----------------------------------------------------- | ---- |
| "All About That Bass"          | Meghan Trainor                                        | 2014 |
| "Born This Way"                | Lady Gaga                                             | 2011 |
| "Hey Mama"                     | David Guetta feat. Nicki Minaj, Afrojack y Bebe Rexha | 2015 |
| "I Gotta Feeling"              | The Black Eyed Peas                                   | 2009 |
| "Lights"                       | Ellie Goulding                                        | 2011 |
| "This Is How We Do"            | Katy Perry                                            | 2014 |
| "Uptown Funk"                  | Mark Ronson feat. Bruno Mars                          | 2014 |
| "Want to Want Me"              | Jason Derulo                                          | 2015 |
| "When The Rain Begins To Fall" | Jermaine Jackson y Pia Zadora                         | 1984 |
| "You're The One That I Want"   | John Travolta & Olivia Newton John                    | 1978 |

## Modo Party Master
Exclusivo para WiiU.
| Canción               | Artista                      | Año  |
| --------------------- | ---------------------------- | ---- |
| "All About That Bass" | Meghan Trainor               | 2014 |
| "Born This Way"       | Lady Gaga                    | 2011 |
| "Teacher"             | Nick Jonas                   | 2014 |
| "Want to Want Me"     | Jason Derulo                 | 2015 |
| "Uptown Funk"         | Mark Ronson feat. Bruno Mars | 2014 |

## Just Dance Unlimited
El juego ofrece este servicio de streaming como contenido adicional llamado Just Dance Unlimited, incluyendo antiguas como nuevas canciones e incluso versiones alternativas. Exclusivo para quienes tengan suscripción en las consolas PlayStation 4, Xbox One y Wii U. A continuación solo se detallan los sencillos nuevos y exclusivos para este modo de juego.
| Canción                           | Artista                  | Año  | Modo       | Bailarín(es) | Fecha estreno           |
| --------------------------------- | ------------------------ | ---- | ---------- | ------------ | ----------------------- |
| "Cheerleader (Felix Jaehn Remix)" | OMI                      | 2015 | Dance Crew | ♂/♀/♂/♀      | 20 de octubre de 2015   |
| "Улыбайся (SMILE)"                | IOWA                     | 2012 | Solo       | ♀            | 20 de octubre de 2015   |
| "Better When I'm Dancin"          | Meghan Trainor           | 2015 | Solo       | ♀            | 25 de noviembre de 2015 |
| "Shut Up And Dance"               | Walk the Moon            | 2014 | Dúo        | ♀/♂          | 20 de enero de 2016     |
| "Get Ugly"                        | Jason Derulo             | 2015 | Trío       | ♀/♂/♀        | 26 de febrero de 2016   |
| "Taste The Feeling"               | Avicii vs. Conrad Sewell | 2016 | Solo       | ♂            | 10 de marzo de 2016     |
| "Am I Wrong"                      | Nico & Vinz              | 2013 | Solo       | ♂            | 21 de abril de 2016     |
| "Hold My Hand"                    | Jess Glynne              | 2015 | Solo       | ♂            | 19 de mayo de 2016      |

## Premios
| Año  | Premios / Festival      | Categoría           | Resultado | Ref.   |
| ---- | ----------------------- | ------------------- | --------- | ------ |
| 2016 | Kids Choice Awards 2016 | Videojuego Favorito | Ganador   | [ 10 ] |